# 律分五部
傳說佛滅百餘年後，於阿育王時，優婆毱多門下有五弟子，因各有異執，摩訶僧祇（大眾）、曇摩崛多（法藏）、彌沙塞（化地）、迦葉維（飲光）、薩婆多（說一切有）紛然並立，於是律藏生五部之別，稱為律分五部。佛滅二百年後分為十二部，佛滅四百年後分作十八部。

## 五部律藏
- 說一切有部廣律十誦律六十一卷，後秦弘始六年（404）弗若多羅於長安中寺出，曇摩流支續出，天竺沙門鳩摩羅什傳譯，卑摩羅叉校。
- 法藏部廣律曇無德四分律四十五卷，後秦弘始十二年（410），罽賓三藏佛陀耶舍於長安中寺出，竺佛念傳譯。
- 大眾部廣律摩訶僧祇律四十卷，東晉義熙十二年（416），法顯和天竺禪師佛馱跋陀於建康道場寺譯出。
- 化地部廣律彌沙塞律三十四卷，劉宋景平元年（423），罽賓律師佛大什於揚都龍光寺出，于闐沙門智勝傳譯。
- 飲光部廣律未傳，僧昉獲其比丘戒本，解脫戒經一卷，東魏武定元年（543），南天竺沙門般若留支於鄴京譯出。

附於律藏中的佛傳，根據《佛本行集經》，摩訶僧祇師稱為《大事》，薩婆多師名《大莊嚴》，迦葉維師名《佛往因緣》，曇無德師名《釋迦牟尼佛本行》，尼沙塞師名《毘尼藏根本》。

## 五部分為十八部
根據《出三藏記集·律分為十八部記錄》：
- 薩婆多部（說一切有部）
  - 婆蹉部（犢子部）
    - 法盛（法上部）
    - 賢（賢冑部）
    - 六成（密林山部）
- 彌沙塞部（化地部）
  - 中間見（化地部末宗）[4]
- 迦葉維部（飲光部）
  - 僧伽提（Saṃkrānti?，說轉部?）
  - 式摩/三摩提（Saṃmatīya?，正量部?）
- 摩訶僧祇部（大眾部）
  - 維跡（vyāvahārika?，一說部?）
  - 多聞（多聞部）
  - 施設（說假部）
  - 毘陀（vaidalya? vedalla?，方廣部?）
  - 施羅（śaila，制多山部?；西山住部?；東山住部?）
  - 上施羅（北山住部）
- 曇無德部（法藏部）

## 歷史研究
律分五部之說，出自於法顯《摩訶僧祇律私記》、《大集經·虛空目分》、《大比丘三千威儀》、僧祐《出三藏記集》、《舍利弗問經》、《佛本行集經》。據信是支謙作的〈法句經序〉中，已有「五部沙門」一詞，道慈〈後出中阿含經記〉提到「五部異同」，又鳩摩羅什譯出的《佛藏經》亦提及「如來在世三寶一味，我滅度後分為五部」。
至唐朝時，義淨三藏遊歷天竺後，說天竺相承，大綱唯四，大眾部（分出七部）、上座部（分出三部）、根本說一切有部（分出四部）、正量部（分出四部），總成十八部，在天竺時沒有聽過五部之說。又謂從說一切有部分出之三部，法藏、化地、飲光，不行於五天竺，唯烏長那國及龜茲、于闐雜有行者。
印順法師認為分別說者重律，而分出「化地、法藏、飲光」三家律，銅鍱部位於海島，與印度長年疏隔，故傳者從略。大眾部律不繁重，雖分派而通用一律。犢子部重論義，或許起初是與說一切有部同用一律。分別說之三家，加上大眾、說一切有，成為五部。後來犢子部別成一律，即成六家。由於取捨不同，而有以大眾部或說一切有部作為五部根本之差別。古今未見五、六之別，造成把大眾部律記載成是從犢子部所出的訛誤。